# Aeroportul Daugavpils
Aeroportul Daugavpils (IATA: DGP, ICAO: EVDA) este un aeroport din Naujene Parish⁠(d), Augšdaugava Municipality⁠(d), Letonia. 
Situat la o altitudine de 125 m, aeroportul dispune de o singură pistă.